# Наттолл, Томас
То́мас На́ттолл (англ. Thomas Nuttall; Лонг-Престон, Йоркшир, Англия, 5 января 1786 года — Сент-Хеленс, Ланкашир, Англия, 10 сентября 1859 года) — английский ботаник и зоолог первой половины XIX века. С 1808 по 1841 годы жил и работал в США.

## Путь в науке
Будучи в США, Наттолл встретил в Филадельфии американского ботаника профессора Бенджамина Смита Бартона. Бартон заметил огромный интерес Наттолла к естествознанию.
В 1810 году Наттолл совершил путешествие к Великим озёрам, а в 1811 году в составе Асторской экспедиции, снаряжённой на деньги первого американского мультимиллионера Джона Джекоба Астора и возглавлявшейся Уильямом Прайсом Хантом, — вверх по реке Миссури. Наттолла сопровождал английский ботаник Джон Брэдбери, который составлял коллекцию американских растений по поручению Ливерпульского ботанического сада. Наттолл и Брэдбери начали свой путь от фактории Арикара в Южной Дакоте и поднялись вверх по реке с Рамсеем Круксом. Вернувшись в Арикару, они присоединились к группе Мануэля Лайзы и завершили поход в Сент-Луисе.
Такой путь до них уже совершала экспедиция Льюиса и Кларка, но многие образцы растений, собранные теми, были утрачены. Поэтому растения, собранные Наттоллом в этом путешествии, были неизвестны науке.
Война между Британией и США заставила Наттолла вернуться в Лондон, где он предался разбору своей большой коллекции.
В 1815 году Наттолл вновь приехал в Америку, снова много ездил по стране, собирая растения, а в 1818 году опубликовал работу «Роды растений Северной Америки» (англ. The Genera of North American Plants). С 1818 по 1820 годы он пересёк Арканзас, посетил бассейн Ред-Ривер, а вернувшись в Филадельфию, издал «Дневник путешествий по земле Арканзаса в 1819 году» (англ. Journal of Travels into the Arkansas Territory during the year 1819).
В 1825 году он получил место хранителя в ботаническом саду в Гарвардском университете. В 1832 и 1834 годах вышло его «Руководство по орнитологии Соединённых Штатов и Канады» (англ. Manual of the Ornithology of the United States and of Canada).
В 1834 году Наттолл оставил свой пост и снова отправился на запад с экспедицией Натаниэла Джарвиса Вайета, на сей раз сопровождаемый натуралистом Джоном Керком Таунсендом. Они обследовали Канзас, Вайоминг и Юту, а затем спустились вниз по течению реки Снейк до Колумбии. В том году Наттолл успел ещё и посетить Гавайские острова. Вернувшись весной 1835 года в Сан-Диего, он провёл остаток года в ботаническом исследовании побережья Тихого океана на северо-западе Америки — участка, в своё время уже описанного Дэвидом Дугласом.
В 1836—1841 годах Наттолл работал в Академии естественных наук в Филадельфии, вложив значительный вклад в работу Эйсы Грея и Джона Торри «Флора Северной Америки» (англ. Flora of North America).
Смерть богатого дяди заставила Наттолла вернуться в Англию. По завещанию покойного Наттолл, чтобы получить наследство, девять месяцев в каждом году должен был находиться в Англии. Его «Северо-американский лес: Деревья, не описанные Ф. А. Мишо» (англ. North American Sylva: Trees not described by F. A. Michaux), первая книга, включавшая все деревья Северной Америки, была окончена перед самым его отъездом из США в декабре 1841 года.
Множество видов растений и птиц носят видовой эпитет от фамилии Наттолла. Среди них Дятел Наттолла (Picoides nuttallii Gambel, 1843) (названный так его другом Уильямом Гембелом), Кизил Наттолла (Cornus nuttallii Audubon), Мимоза Наттолла (Mimosa nuttallii (DC.) B.L.Turner). Дуб техасский (Quercus texana Buckley) в США также называют дубом Наттолла.
Первое в США общество орнитологов, организованное в 1873 году, носит имя Наттолла — Орнитологический клуб Наттолла (англ. The Nuttall Ornithological Club).

## Печатные труды
- The genera of North American plants, and a catalogue of the species, to the year 1817. By Thomas Nuttall, Philadelphia: Printed for the author by D. Heartt, 1818 (англ.) Доступно на сайте Botanicus
- New genera and species of plants, 1840 (англ.)
- The North American sylva, 1842—1849 (англ.).